# Araneus gadus
Araneus gadus là một loài nhện trong họ Araneidae.
Loài này thuộc chi Araneus. Araneus gadus được Herbert Walter Levi miêu tả năm 1973.